# Walter Schellenberg
Walter Schellenberg, född 16 januari 1910 i Saarbrücken, Saarland, Tyskland, död 31 mars 1952 i Turin, Italien, var en tysk SS-officer. Schellenberg, som uppnådde tjänstegraden SS-Brigadeführer 1944, ledde 1939–1945 avdelningen för kontraspionage inom RSHA, Nazitysklands säkerhetsministerium.
Efter andra världskriget dömdes Schellenberg vid Ministerierättegången till sex års fängelse för krigsförbrytelser.

## Biografi
Schellenberg föddes i Saarbrücken år 1910. Hans far var pianotillverkare. När Frankrike ockuperade Saar-området efter första världskriget, flyttade familjen Schellenberg till Luxemburg. År 1929 började Schellenberg att studera medicinvetenskap och rättsvetenskap vid Bonns universitet. Han anslöt sig till den anrika studentföreningen Kösener Senioren-Convents-Verband.

### Verksamhet inom SS
I mars 1933 inträdde Schellenberg i SS och månaden därpå blev han medlem i NSDAP. År 1934 blev han knuten till Sicherheitsdiensts huvudkontor (SD-Hauptamt). I Reichssicherheitshauptamt (RSHA) samarbetade Schellenberg med Reinhard Heydrich i kampen mot motståndsgrupper, bland andra Rote Kapelle. Amiralen Wilhelm Canaris, som möjligtvis var invigd i planerna och genomförandet av attentatet mot Adolf Hitler den 20 juli 1944, greps personligen av Schellenberg tre dagar efter attentatet.

### Rättegång
Vid Ministerierättegången 1948–1949 dömdes Schellenberg till sex års fängelse för krigsförbrytelser. Han frisläpptes dock redan 1950 på grund av hälsoskäl. Han var under en kort tid rådgivare åt den brittiska underrättelsetjänsten. Schellenberg avled i cancer 1952.
Schellenbergs memoarer, vilka utkom på engelska 1956 under namnet The Labyrinth: Memoirs of Walter Schellenberg, Hitler's Chief of Counterintelligence, väckte stor internationell uppmärksamhet.

## Befordringar inom SS
- SS-Mann – 10 januari 1934
- SS-Sturmmann – 17 oktober 1934
- SS-Rottenführer – 15 januari 1935
- SS-Unterscharführer – 15 maj 1935
- SS-Scharführer – 9 november 1935
- SS-Oberscharführer – 13 september 1936
- SS-Untersturmführer – 20 april 1937
- SS-Obersturmführer – 30 januari 1938
- SS-Hauptsturmführer – 1 augusti 1938
- SS-Sturmbannführer – 30 januari 1939
- SS-Obersturmbannführer – 1 september 1941
- SS-Standartenführer – 21 juni 1942
- SS-Oberführer – 21 juni 1943
- SS-Brigadeführer und Generalmajor der Polizei – 21 juni 1944